# Закон Грассмана (оптика)
Закон Грассмана в оптиці і колориметрії — емпіричне спостереження, що сприйняття хроматичної складової кольору описується приблизно лінійним законом. Це правило було відкрито Германом Грассманом у 1853 році.

## Опис
На підставі численних експериментальних даних Г.Грассманом було сформульовано три основні закони змішування кольорів, які може бути подано таким чином:
1. Будь-які чотири кольори є лінійно залежними, однак існує необмежена кількість комбінацій із трьох кольорів, що є лінійно незалежними.
Математичним записом цього закону є вираз (2.2). Якщо взяти до уваги, що колориметрія досліджує якісні характеристики кольору, а не кількісні, і, що А, В, С, D — одиничні кількості відповідних кольорів, тоді можна нормувати вагові коефіцієнти поклавши d´=1:
(2.4) Нормовані таким чином коефіцієнти пропорційності а, b, с називаються триколірними коефіцієнтами.
Для триколірних коефіцієнтів має місце співвідношення
.(2.5)
На підставі останнього рівняння можна зробити висновок, який є наслідком першого закону: кольоровість є величиною двовимірною.
Тобто, триколірні коефіцієнти а, b, с характеризують тільки один певний колір, але згідно (2.5) тільки два із цих коефіцієнтів є лінійно незалежними.
Зважаючи на перший закон та його наслідок можна зробити висновок, що колір (d'D) є величино тривимірною і його можна відтворити за допомогою трьох лінійно незалежних складових (a´А, b´В, c´С) або за допомогою кольоровості (якості кольору) та яскравості (кількості кольору).
2. Безперервна зміна довжини хвилі оптичного випромінювання призводить до безперервної зміни кольору.
До цього закону сформульовано також наслідок: Не існує окремого кольору, що не дотикається до усіх інших.
Даний закон наглядно ілюструє крива спектральної чутливості ока льодини V(λ). Ця крива є монотонною і не має розривів. Крім того, не існує окремих спектральних ліній, що знаходяться за межами діапазону обмеженого даною кривою. Як було відзначено раніше зі зміною довжини хвилі від 380 нм до 780 нм відбувається плавний перехід кольорів відповідно до табл.2.1.
3. Колір суміші кількох оптичних променів визначається не спектральним складом змішуваного випромінювання, а його кольором.
Беручи до уваги перший та третій закони можна проаналізувати закономірності змішування кольорів. Розглянемо композицію двох кольорів D1 та D2, кожен із яких є сумішшю трьох базових кольорів А, В, С, тобто: (2.6) Отримане рівняння за своєю структурою є таким самим, як і рівняння для додавання двох векторів у тривимірному просторі, у якому задано одиничні орти. На підставі такого порівняння було зроблено висновок, що можна побудувати кольорову модель, у якій колір буде подано тривимірним вектором, довжина якого характеризує кількість кольору, а напрямок вектора — його якість, кольоровість.